# Basilique Saint-Pierre-Chanel de Poi
Pour les articles homonymes, voir Basilique Saint-Pierre (homonymie).
La basilique Saint-Pierre-Chanel est une basilique mineure catholique romaine, située à Poi à Wallis-et-Futuna. Elle abrite les reliques de Pierre Chanel, premier martyr de l'Océanie.

## Description
La basilique s'élève près de la côte septentrionale de l'île de Futuna, sur le territoire d'outre-mer français de Wallis-et-Futuna, dans la localité de Poi.

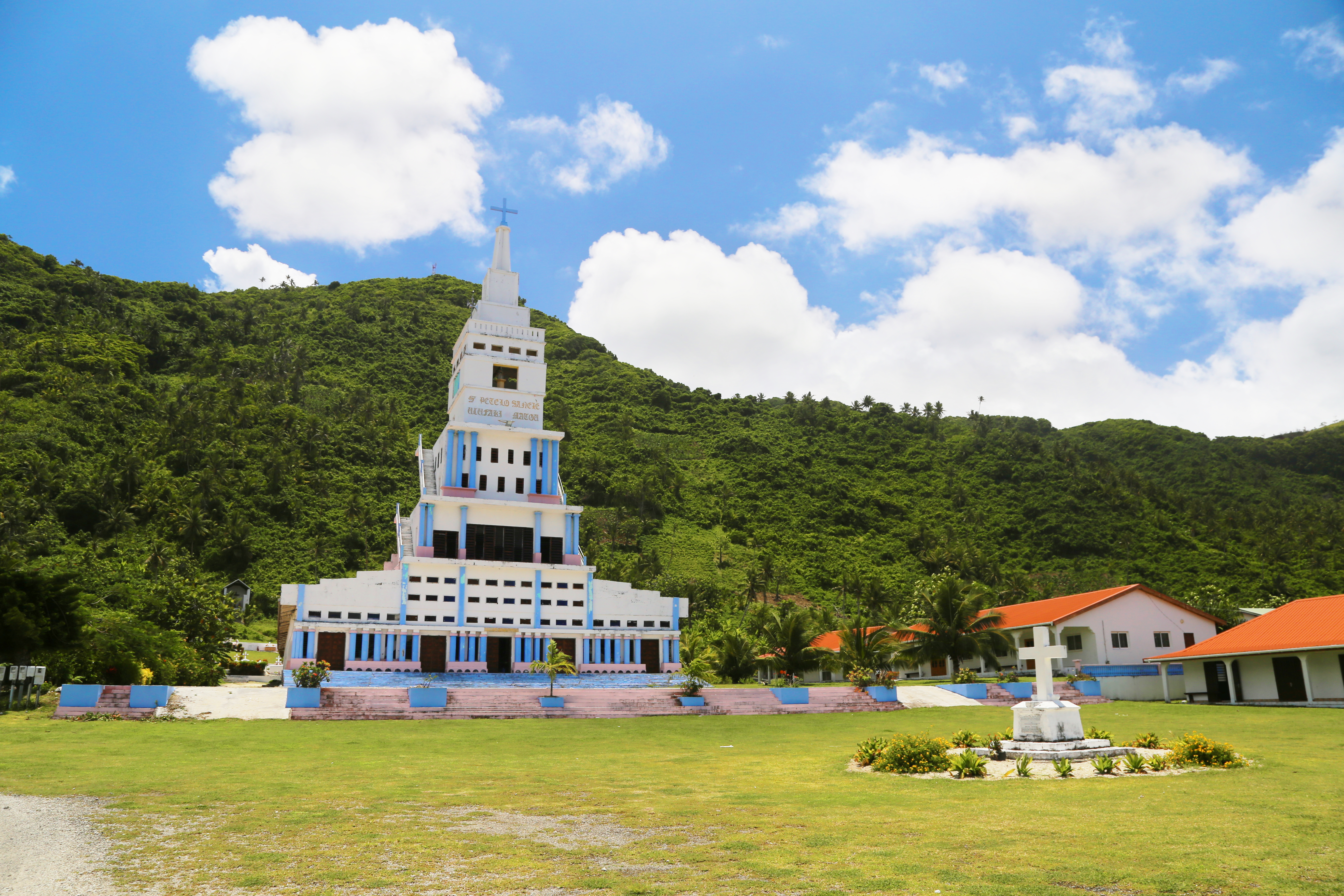
La façade de la basilique et son parvis, avec la tombe de Musumusu, assassin de Pierre Chanel, surplombée d'une croix blanche.
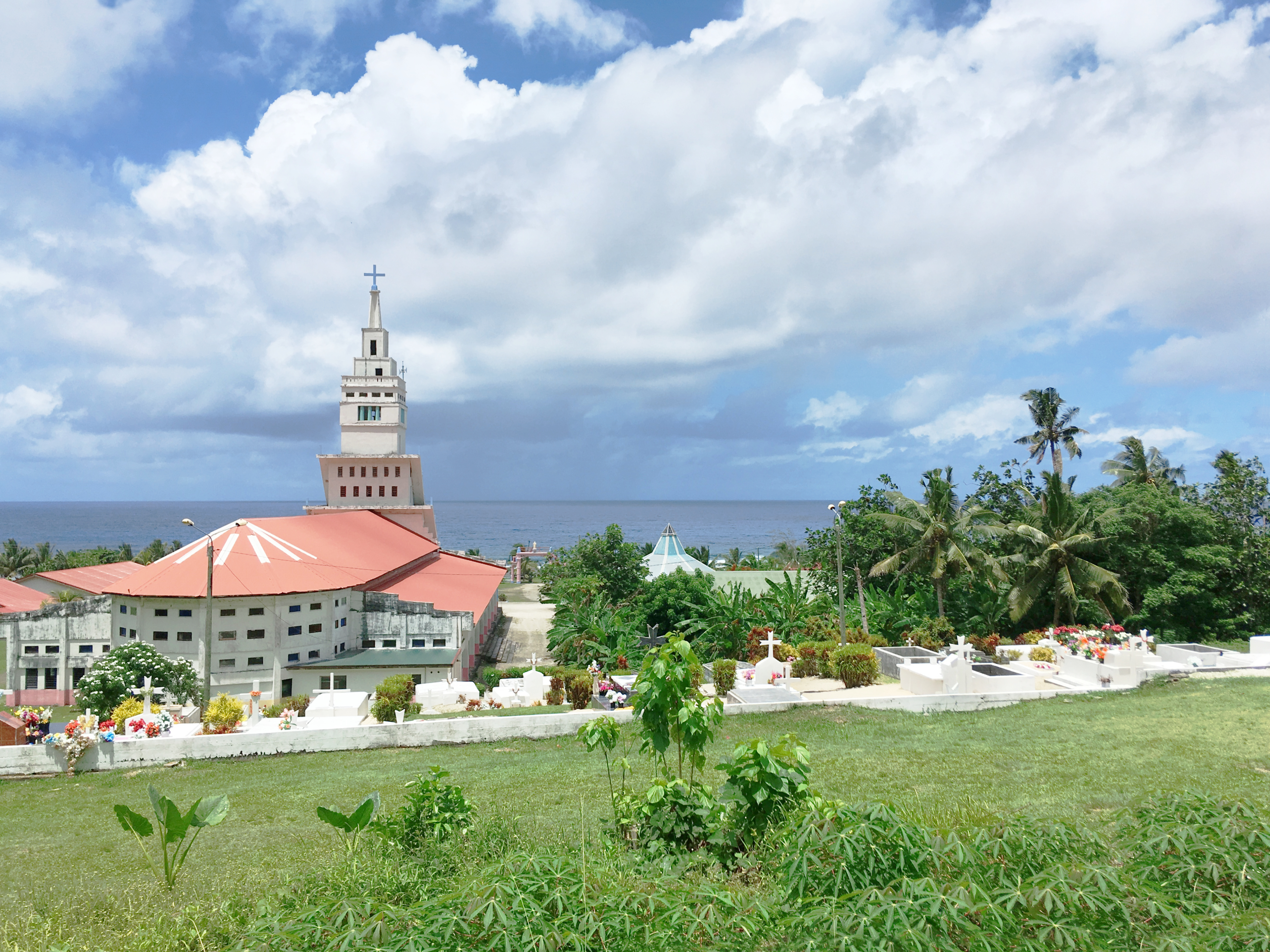
Vue arrière de la basilique.
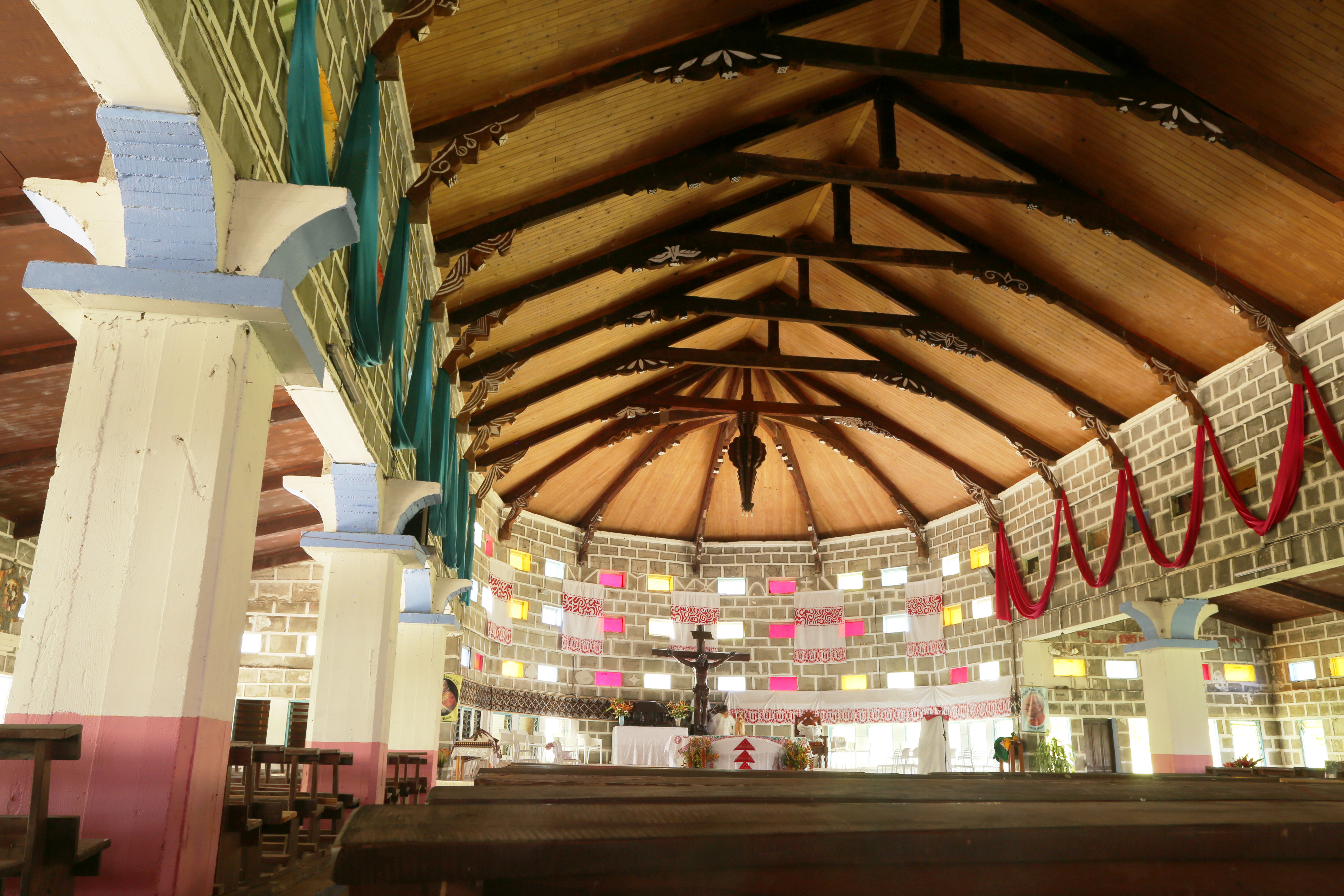
L'intérieur de la basilique
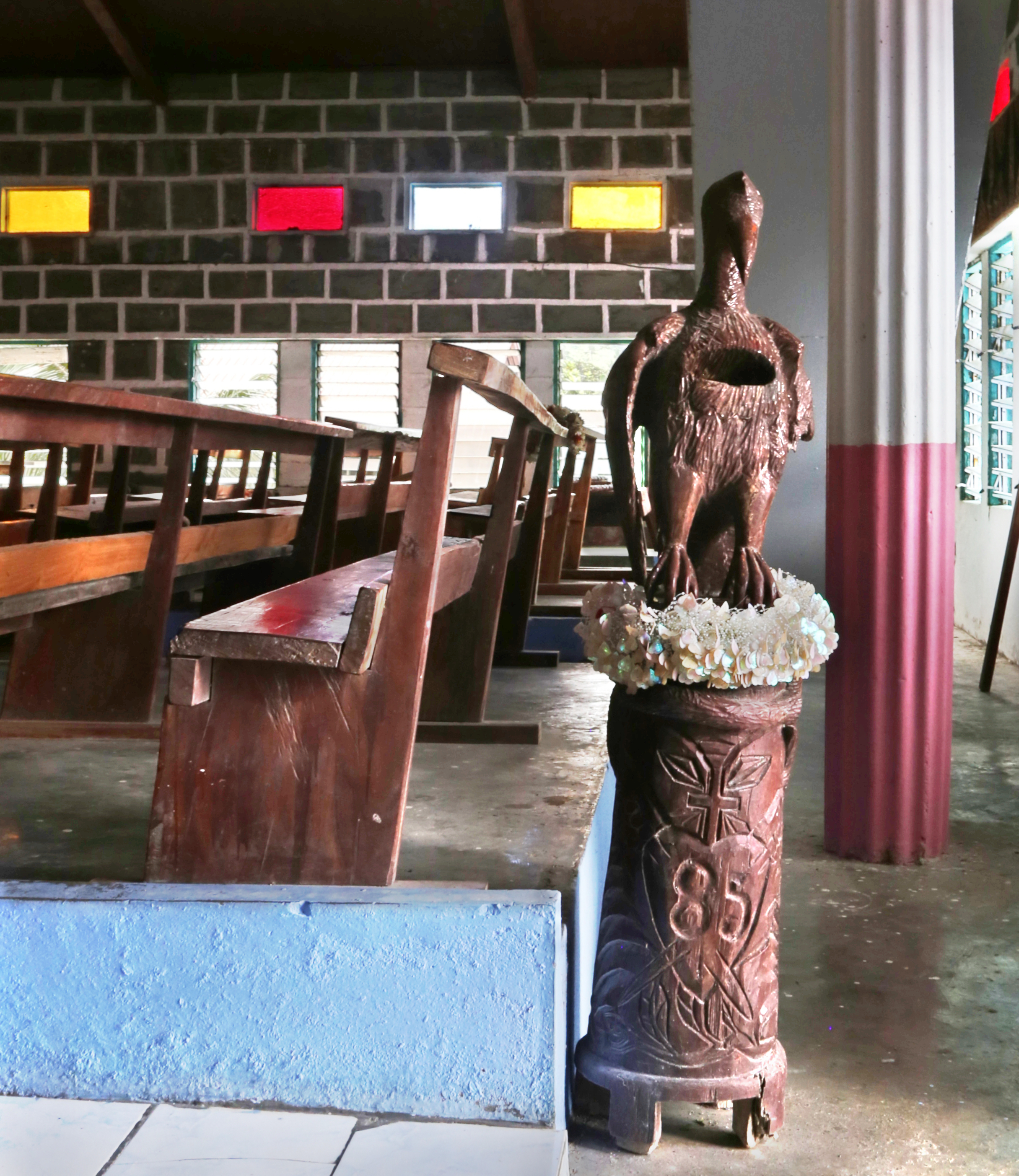
Bénitier sculpté à l'intérieur de la basilique.

## Historique
Le père mariste Pierre Chanel arrive à Futuna le 1er novembre 1837 et entreprend de convertir la population locale au catholicisme. Il est assassiné le 28 avril 1841 par Musumusu, gendre du roi Niuliki, sur fond de conflit politique entre le roi, qui voit son autorité contestée, et son fils qui s'est rallié à la nouvelle religion et a bravé les interdits coutumiers. Les restes du père Chanel sont récupérés par l'évêque Jean-Baptiste Pompallier en décembre de la même année et transportés en Nouvelle-Zélande, puis ramenés en France en 1848.
La première église est une simple case en bois de 75 pieds de long pour 30 de large, érigé sur le lieu même du martyre et consacrée le 22 novembre 1843. L'Histoire de Futuna du père Fotofilli[source insuffisante] la décrit en détail

« Dans le sanctuaire, se trouve renfermé l'emplacement que le R.P. Chanel habitait ; la partie droite de l'autel couvre le lieu où il était assis quand il reçut le coup de la mort ; l'endroit où reposait sa tête et où a coulé son sang est aussi à droite, dans le sanctuaire, près de la balustrade ; la croix qui l'indique est telle que l'a planté Mgr Pompallier »

En 1846, Musumusu meurt. Converti au catholicisme deux ans plus tôt, il est enterré à sa demande sur les lieux du meurtre.   

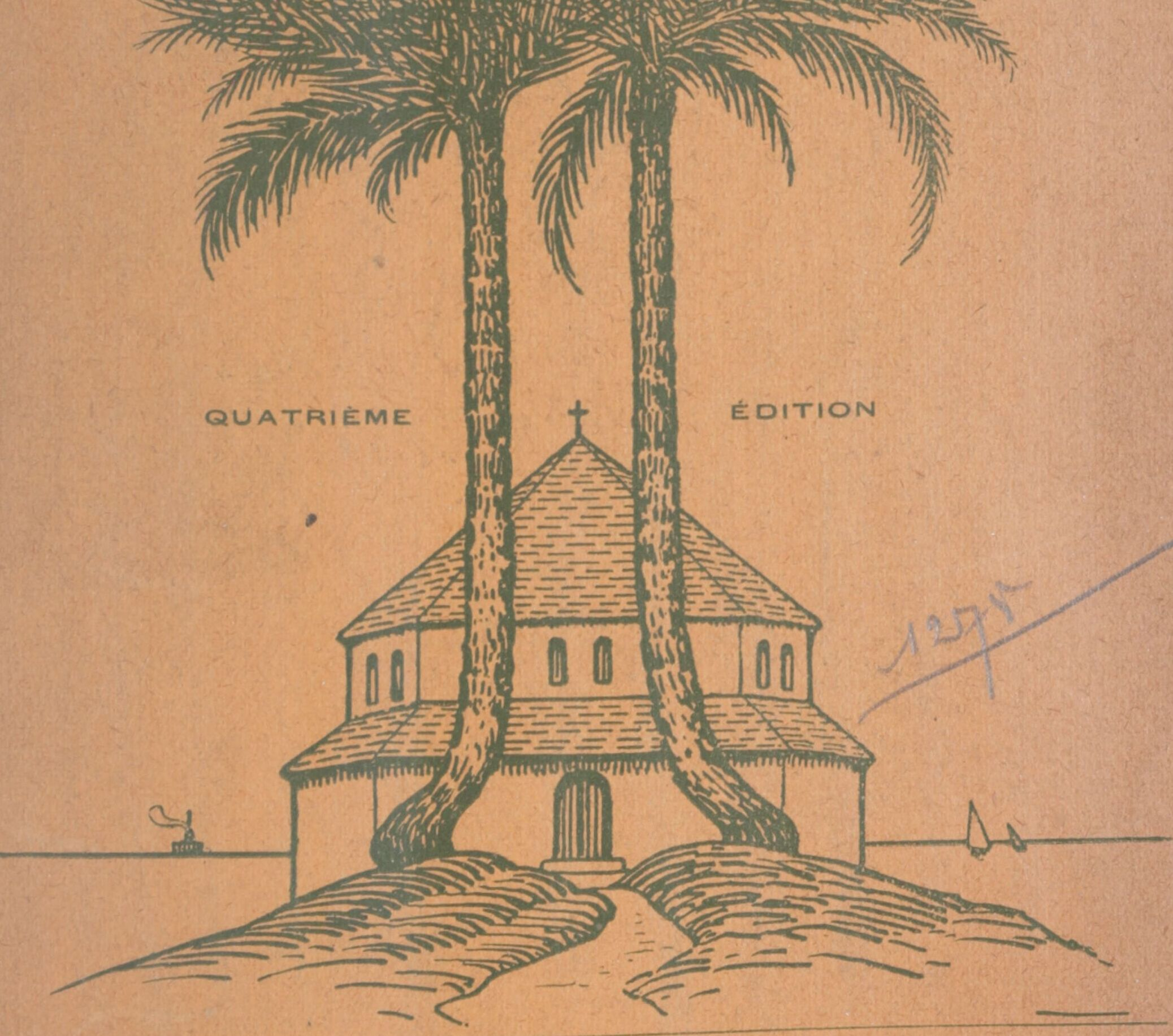
Illustration d'un livre de 1923 sur la vie de Pierre Chanel montrant la chapelle octogonale à Poi.

En 1873, l’évêque Louis Elloy, administrateur apostolique des Samoa, décide de la construction par la Mission de l'île d'une première chapelle octogonale.
Le site fait l'objet de pèlerinage et de visite officielle. Le projet de béatification est porté par Mgr Lamaze, administrateur apostolique de l'archipel des Navigateurs ; ce dernier se rend à Rome en 1889 pour la béatification de Pierre Chanel par Léon XIII et revient à Futuna en 1890. Une grande messe est célébrée au sanctuaire en septembre 1890 où le navire de guerre le Volta vient louvoyer près des côtes pour tirer 21 coups de canon au moment de l'élévation.
En 1937, des grandes cérémonies sont célébrées dans la basilique pour fêter le centenaire de la Mission. Pierre Chanel est canonisé le 12 juin 1954 par le pape Pie XII et déclaré martyr de l'Océanie. Les Futuniens souhaitent récupérer les reliques de leur saint Patron mais le sanctuaire nécessite de lourdes réparations en 1972. Le Père Fotofili, le nouveau supérieur régional, entreprend des travaux pour refaire la véranda, ordonner la construction d'une route praticable. En 1976, la chapelle est restaurée[réf. souhaitée].
Les reliques de Pierre Chanel sont transférées du sanctuaire de Cuet et arrivent à Futuna le 28 avril 1977, acheminé à bord du navire la Marine Nationale « Enseigne de vaisseau Henry ». La grande Basilique est bénite le 16 juillet 1986.
En 1987, pour le 150e anniversaire de l'arrivée de Pierre Chanel à Futuna, le crâne du martyr, conservé à Rome depuis 1954, fait son retour dans le sanctuaire.
En 2020, le projet de construction d'un nouveau musée ayant la forme d'un fale traditionnel, est lancé, projet financé notamment à hauteur de 4 millions de francs pacifique par les dons des pèlerins (le reste est financé par la chefferie d'Alo).